# يامبليخوس الأول
يامبليخوس الأول (تٌوفي عام 31 قبل الميلاد) كان أحد الأمراء الصغار ، أو الأمراء الصغار من قبيلة آل شمسيغرام الحمصية العربية في حمص (حمص حاليًا، سوريا). كان ابنًا لسامبسيسراموس الأول ، وقد ذكره ماركوس توليوس شيشرون لأول مرة في رسالة أرسلها من روما إلى كيليكيا عام 51 قبل الميلاد، وكتب فيها أن لامبليخوس أرسل له معلومات استخباراتية عن تحركات القوات البارثية التابعة لباكوروس الأول . ويتحدث شيشرون عن يامبليخوس باعتباره ميالًا إلى الجمهورية.
في عام 48 قبل الميلاد، انضم يامبليخوس الأول، وأنتيباتر الأدومي ، وبطليموس [الإنجليزية] وحلفاء آخرون للرومان، إلى حملة ميثريداتس الثاني في مصر لدعم يوليوس قيصر، الذي حوصر في الإسكندرية. في منتصف الأربعينيات قبل الميلاد، دعم تمرد كوينتوس كايسيليوس باسوس [الإنجليزية].
وفي الحرب بين أوكتافيوس وماركوس أنطونيوس في عام 31 قبل الميلاد، دعم لامبليخوس قضية الأخير. ولكن بعد أن ذهب غنايوس دوميتيوس [الإنجليزية] إلى أوكتافيانوس، أصبح أنطونيوس يشك في الخيانة، وبناءً عليه قتل لامبليخوس تحت التعذيب، مع العديد من الآخرين.
يبدو أن شكوك أنطونيوس كانت قد أثارتها ضد لامبليخوس شقيقه ألكسندر، الذي حصل على السيادة بعد إعدام شقيقه. لكن بعد فترة وجيزة، أخذ أوكتافيوس الإسكندر إلى روما ليحتفل بانتصاره، ثم أعدمه. وفي فترة لاحقة (20 ق.م) حصل ابنه، يامبليخوس الثاني، من أغسطس على استعادة ممتلكات والده.

## الحواشي والمراجع
1. ↑  مذكور في: جينالوجيكش. المُؤَلِّف: Leo van de Pas. لغة العمل أو لغة الاسم: الإنجليزية. تاريخ النشر: 2003.
2. ↑  Josephus. Jewish Antiquities. XIV. 8, 1–3
3. ↑  Strab. xvi. p. 753.
4. ↑  Dion Cass. 1.13.
5. ↑  Dion Cass. Ii. 2.
6. ↑  Dion Cass. liv. 9.